# Rynkojeziory
Rynkojeziory (lit. Rimkežeriai) – wieś w Polsce położona w województwie podlaskim, w powiecie sejneńskim, w gminie Sejny.
| SIMC    | Nazwa      | Rodzaj    |
| ------- | ---------- | --------- |
| 1012040 | Pojeziorki | część wsi |

Do 1954 roku miejscowość była siedzibą gminy Krasnowo. W latach 1975–1998 miejscowość administracyjnie należała do województwa suwalskiego.